# Silvina Reinaudi
Silvina Reinaudi (sinh ngày 12 tháng 3 năm 1942) là một nhà văn và nghệ sĩ múa rối người Argentina, nổi tiếng với nhiều vở kịch với những con rối được trình diễn ở Argentina và Tây Ban Nha.

## Đầu đời
Silvina Reinaudi sinh ra và lớn lên ở Río Cuarto, nhưng vào năm 1982, bà chuyển đến Buenos Aires, nơi bà hiện đang sinh sống. Bà học luật và văn học, nhưng không theo đuổi một trong hai thứ này, mà dành cả cuộc đời để làm con rối, tạo chương trình và sáng tác các vở kịch cho trẻ em. Bà có hai cô con gái, Martina và Luciana Miravalles.

## Nghề nghiệp
Năm 1979, bà thành lập công ty Asomados y escondidos, cùng với Roly Serrano, cùng với đó, bà đã trình diễn nhiều vở kịch rối ở Argentina và Tây Ban Nha, đáng chú ý nhất là Huevito de ida y vuelta, El doño del cuento, Con la música a otra parte và Cucurucho de cuentos. Với công ty của mình, Reinaudi đã tạo ra một số nhân vật mà sau này cô sẽ đưa vào những câu chuyện đã xuất bản của mình, chẳng hạn như chú chó nhỏ Rito, Marimonia và Sonio. Hai nhân vật cuối cùng này xuất hiện trong chương trình Cablín con Marimonia y Sonio, được phát sóng bởi kênh truyền hình cáp dành cho trẻ em hiện không còn tồn tại Cablín.
Bà làm việc tại tạp chí dành cho trẻ em Billiken, nơi bà phụ trách phần bổ sung Billy, được thiết kế cho trẻ nhỏ.

## Những vở kịch được chọn
- El doño del cuento, với Roly Serrano [es]  (1988)
- Sietevidas (1993)
- Huevito de ida y vuelta, với Sergio Blostein (1995)
- Cuentos con yapa (1998)
- Cuentos con la almohada (1998)
- Sietevidas. El regreso del gato (2001)

## Giải thưởng
- Giải thưởng ACE cho Nhà hát thiếu nhi (2001) [3]
- Bằng khen của Konex Bằng khen cho trẻ em và giải trí dành cho thanh thiếu niên (2001) [5]
- Giải thưởng nghề nghiệp María Guerrero (2003) [6]
- Giải thưởng nghề nghiệp ATINA (2010) [7]
- Giải thưởng ATINA cho Sân khấu kịch (2015) [8]